# Albe Diaho
Albe Diaho, de son vrai nom Alberich Fedrick Diahomba, né le 15 février 1989 à Pointe-Noire en République du Congo, est un acteur, réalisateur, scénariste et auto-producteur congolais. 

## Biographie

### Début et Jeunesse
Albe Diaho, né à Pointe-Noire en République du Congo, passionné de cinéma dès son jeune âge, il s’est formé de manière autodidacte, ensuite il a intégré le groupe ciné art connexion avant de s’imposer comme une figure majeure du septième art congolais. 
Son travail est marqué par un engagement à valoriser les histoires locales et les problématiques sociales à travers des thématiques fortes telles que l’amour, la trahison, la solitude, la maltraitance et, plus récemment, les violences conjugales.

### Carrière cinématographique
Albe Diaho, commence sa carrière comme acteur dans plusieurs productions locales avant de se lancer dans la réalisation et l’écriture de scénarios. En tant qu’auto-producteur, il développe des projets indépendants qui rencontrent un succès critique et populaire.
Son style se caractérise par une narration immersive et un souci du détail dans la mise en scène, mettant en lumière la richesse culturelle congolaise. Son engagement dans le septième art débute en 2010, d’abord comme acteur et scénariste, avant de s’illustrer derrière la caméra avec plusieurs longs métrages salués pour leur profondeur émotionnelle et leur capacité à susciter la réflexion. 

## Filmographie

### Cinéma
- 2016 : Le Choix
- 2018 : Diboulou
- 2022 : Violent

## Distinctions
- 2020 : Diboulou : Nommé dans la liste des films retenus au Festival Kamba's Awards[5],[6].

### Articles Connexes
- Léandre-Alain Baker